# Arrhenatherum album var. erianthum
Arrhenatherum album subsp. erianthum é uma variedade de planta com flor pertencente à família Poaceae. 
A autoridade científica da variedade é (Boiss. & Reut.) Romero Zarco, tendo sido publicada em Acta Botanica Malacitana 10: 145. 1985.

## Portugal
Trata-se de uma variedade presente no território português, nomeadamente em Portugal Continental.
Em termos de naturalidade é nativa da região atrás indicada.

## Protecção
Não se encontra protegida por legislação portuguesa ou da Comunidade Europeia.